# بره (فیلم ۲۰۱۴)
بره (ترکی استانبولی: Kuzu) فیلمی درام محصول مشترک ترکیه و آلمان و به کارگردانی کوتلوق آتامان است که در سال ۲۰۱۴ (میلادی) انتشار یافت. این فیلم در بخش پانوراما شصت و چهارمین جشنواره بین‌المللی فیلم برلین به نمایش گذاشته شد.

## بازیگران
- نسرین جوادزاده در نقش مدینه
- گیون کیراچ در نقش موهتار
- شریف سزر در نقش لیلا
- تانر بیرسل در نقش ادنان بی
- نورسل کوسه